# 塵埃3
《尘埃3》（Dirt 3，遊戲美化寫法），是一款賽車游戏，属于《科林麦克雷拉力赛》系列第三款作品，由Codemasters开发和出版。然而，“科林麦克雷”的标签已经完全从今代游戏中删去。游戏在欧洲和北美於2011年5月24日发布，两天后在澳大利亚发布，日本发布于2011年8月25日。 2011年9月，AMD的网站因网络安全问题造成3万个序列号的损失，它们被张贴在互联网的各种地方，通过Steam平台公开。

## 游戏特色
游戏中，玩家可以驾驶50年来最具代表性的拉力赛车，从经典的Audi Quattro到2011款的Ford Fiesta WRC，还能与朋友在任何模式中分屏竞赛，或是通过网络与他人在线游戏。以一名专业的拉力赛手的身份参加各项赛事，在三个大陆中体验不同的竞赛感受——从密西根茂密的森林到芬兰险恶的道路，再到肯尼亚山国家公园赛道。

## 各界評价
IGN 评定游戏为 8.5/10分和编辑选择奖，但同时批评游戏的菜单较为複杂。GameTrailers 给游戏的评分 9.2分，欣賞游戏的可玩性和游戏演示，尽管他们不喜欢YouTube功能的限制。GamesRadar 9/10分，赞扬游戏无可挑剔的游戏性。而Xbox官方杂志给的评分为8.5/10。

## 外部連結
- （英文）官方網站 （页面存档备份，存于）